# Milton Caniff
Milton Arthur Paul Caniff, noto come Milton Caniff (Hillsboro, 28 febbraio 1907 – New York, 3 maggio 1988), è stato un fumettista statunitense.
Tra le sue opere principali Dickie Dare (nel 1933), Terry e i pirati (nel 1934), Miss Lace (nel 1942) e, soprattutto, Steve Canyon (nel 1947).

## Carriera
È considerato uno dei più importanti e influenti artisti della storia del fumetto mondiale. A lui si sono rifatti artisti come Jack Kirby, Romano Scarpa, Frank Miller e Hugo Pratt. Caniff non era unico solo nello stile grafico, che in realtà deve in parte al suo collega Noel Sickles, ma era assolutamente insuperabile come narratore, come creatore di trame intriganti e personaggi reali e moderni. Il suo più grande personaggio rimane Steve Canyon, che gli ha permesso di conseguire premi quali il Cartoonist of the year Award del 1946, il Reuben Award e l'Elzie Segar Award nel 1971, il Gold Key Award nel 1981, oltre all'entrata nella Will Eisner Hall of Fame nel 1988, l'anno della sua morte.

## Riconoscimenti
- Premio Yellow Kid "una vita per il cartooning" al Salone Internazionale dei Comics (1978)